# 日本障害フォーラム
日本障害フォーラム（にほんしょうがいふぉーらむ、英語: Japan Disability Foruml）とは、2004年に結成された日本の障害者の団体（障害者団体）。略称はJDF。
国際的な障害者団体や他国の障害者団体との連絡や連携を行いつつ、日本の障害者団体のナショナルセンターとして、厚生労働省などの行政組織との行政交渉や社会・政治への働きかけなどを行う。

## 概要

### 歴史
国際連合が1981年に「国際障害者年」を提唱し、1993年には国連のアジア太平洋経済社会委員会(ESCAP)が「アジア太平洋障害者の十年」を決議した。これに伴い世界的な障害者団体の国際障害同盟(IDA)が1999年に結成されている。またアジア太平洋地域でも1993年にはアジア太平洋障害者の十年推進NGO会議(RNN)、2003年にはアジア太平洋障害フォーラム(APDF)という国際組織が設立された。
日本国内でも国際的な動きに合わせて、1980年に「国際障害者年日本推進協議会」を結成した。この団体は、のちに日本障害者協議会（JD）と名称を変更した。1992年には、国連・障害者の十年最終年記念国民会議、1994年には、新・障害者の十年推進会議、2000年には障害関係7団体の主唱によりアジア太平洋障害者の十年最終年記念フォーラム組織委員会が設置されている。これらの歴史を前史として、2004年に日本障害フォーラム(JDF)が、日本障害者協会を中心に国内の障害者団体及びその関係団体が合同する形で結成された。

### 組織・活動
毎年12月ごろに「JDF全国フォーラム」を東京都内で開催している。2020年度大会は新型コロナウイルス感染症の流行の影響で開催が見送られた。
3つの専門委員会と2つの推進委員会を会の内部においている。
- 政策委員会（政策の作成、提言活動、障害者の権利条約の国内履行の推進など。）
  - 障害者権利条約推進委員会
  - 障害者差別解消法等権利法制推進委員会
- 企画委員会（イエローリボン運動の実施、セミナーなどの各種活動の実施、広報など。）
- 国際委員会（アジア太平洋障害フォーラムなどの国際組織との協力活動の実施など。）

出典。

### 構成団体
（2020年10月現在）
- 日本身体障害者団体連合会
- 日本視覚障害者団体連合
- 全日本ろうあ連盟
- 日本障害者協議会
- DPI日本会議
- 全国手をつなぐ育成会連合会
- 全国脊髄損傷者連合会
- 全国精神保健福祉会連合会
- 全日本難聴者・中途失聴者団体連合会
- 全国盲ろう者協会
- 全国社会福祉協議会
- 日本障害者リハビリテーション協会
- 全国「精神病」者集団

出典。

### 主な役員
（2020年10月現在の代表・副代表。）
- 代表 ‐ 阿部一彦（社会福祉法人 日本身体障害者団体連合会 会長）
- 副代表 ‐ 竹下義樹（社会福祉法人 日本視覚障害者団体連合 会長）
- 副代表 ‐ 石野富志三郎（一般財団法人 全日本ろうあ連盟 理事長）
- 副代表 ‐ 藤井克徳（特定非営利活動法人 日本障害者協議会 代表）
- 代表者会議構成員（平野 みどり	特定非営利活動法人 ＤＰＩ日本会議 議長）
- 〃	久保厚子（一般社団法人 全国手をつなぐ育成会連合会 会長）
- 〃	大濱眞（公益社団法人 全国脊髄損傷者連合会 代表理事）
- 〃	岡田久実子（公益社団法人 全国精神保健福祉会連合会 理事長）
- 〃	新谷友良（一般社団法人 全日本難聴者・中途失聴者団体連合会 理事長）
- 〃	山下正知（社会福祉法人 全国盲ろう者協会 常務理事・事務局長）
- 〃	金井正人（社会福祉法人 全国社会福祉協議会 常務理事）
- 〃	松井亮輔（公益財団法人 日本障害者リハビリテーション協会 副会長）
- オブザーバー ‐ 関口明彦 (全国「精神病」者集団 運営委員）

出典。